# Digitaal-analoogomzetter
Een digitaal-analoogomzetter of DA-converter (DAC) zet een digitaal signaal om in een analoog signaal.
Steeds meer digitaliseert men de verwerking van elektronische signalen zoals meetsignalen, audio- of videosignalen. Digitale signalen kunnen eenvoudig opgenomen en bewerkt worden.
Meestal worden de data analoog ingelezen en daarna gedigitaliseerd in een analoog-digitaalomzetter om verwerkt of bewaard te worden. Na verwerking worden de digitale data terug omgezet in de DA-converter naar analoge waardes die dan uitgestuurd worden.

## Principe

Bemonsterd signaal

Meestal wordt uitgegaan van een analoog signaal. Dit wordt bemonsterd en omgezet met een analoog-digitaalomzetter naar digitale waarden. Dit gebeurt op de volgende wijze.
De sinus in de afbeelding bovenaan geeft het oorspronkelijk ingangssignaal weer.
Om dit te digitaliseren wordt op tijdsbasis, bij elke verticale pijl in de bovenste afbeelding, telkens de amplitude gemeten.
Deze amplitude wordt dan genoteerd en onthouden tot het volgende monster. Dit is het uitgangssignaal van de praktische DAC in de onderste afbeelding. Dit uitgangssignaal lijkt maar weinig op het reëel analoog ingangssignaal.
Het digitale uitgangssignaal van de ADC bestaat uit monster van telkens een aantal bits vb 4bit, 8bit, 12bit.
Eén bit stelt de kleinst mogelijke amplitudewijziging voor. Het aantal bits is een maat voor het aantal stappen tussen ingangssignaal 0 en maximum en wordt de resolutie genoemd.

uitgangsignaal van een praktische DAC

Bij een 4bit-omzetting wordt het maximumingangssignaal verdeeld in 16 stapjes, bij een 8bit-omzetting worden dit 256 stapjes en bij een 12bit-omzetting worden dit 4096 stapjes.
Hoe groter het aantal bits, hoe nauwkeuriger het digitale signaal dat de waarde van het analoge signaal op het moment van de bemonstering zal benaderen (in de onderste afbeelding).
De tijdsbasis van de bemonstering in de bovenste afbeelding toont zes monsters (verticale pijlen) binnen een sinus van het ingangssignaal.
Bij elk monster wordt de amplitude van het ingangssignaal onthouden tot het volgende monster.
Hoe meer monsters er binnen deze sinus (tijdsbasis) genomen worden, hoe nauwkeuriger ons uitgangssignaal het ingangssignaal zal benaderen.
Hoe meer monsters per tijdseenheid en hoe groter de resolutie van zowel de ADC als de DAC, hoe beter het analoge uitgangssignaal van de DAC zal lijken op het analoge ingangssignaal van de ADC.

## Opbouw DAC
In volgende afbeelding worden de basisblokken van de DAC weergegeven.
Niet alle delen zijn noodzakelijk aanwezig in een DAC, maar meestal vormen deze wel de basis.

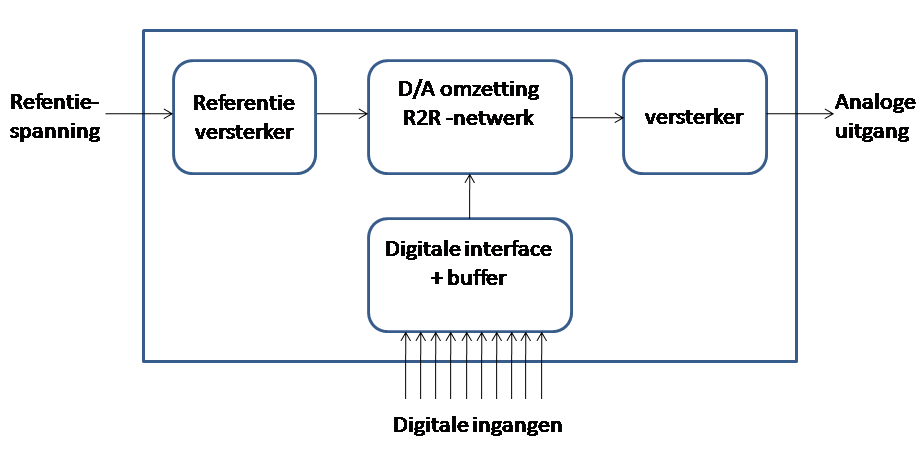
Figure 1: blokschema DAC

De referentiespanning is de analoge uitgangsspanning wanneer alle digitale ingangen 1 zijn. De maximum analoge uitgangsspanning is gelijk aan de referentiespanning. Afhankelijk van de resolutie wordt de referentiespanning in een aantal stappen opgedeeld. De grootte (amplitude) van iedere stap is afhankelijk van de referentiespanning.
De referentieversterker zorgt ervoor dat de uitwendig aangelegde referentiespanning nauwkeurig blijft zodat de gewichten van de weerstanden en schakelaars constant blijven. Of anderzijds om de gewichten telkens naar uw voorkeur aan te passen.
De digitaal-analoogomzetting bestaat meestal uit een R2R-weerstandsnetwerk, of een ander soort van netwerk dat dezelfde taak krijgt toebedeeld. Dit is het hart van de schakeling. In dit deel worden de meeste parameters van de DAC bepaald.
De digitale interface is nodig om het signaal dat uit de digitale componenten komt, om te vormen tot de gewenste spanning, vb van TTL-niveau naar het niveau van de referentiespanning.
Ook wordt bij sommige DA-convertoren het aantal bits omgevormd naar het gewenste aantal bits voor het laddernetwerk.

## Eigenschappen
- Het bereik wordt gedefinieerd door de minimale en maximale uitgangsspanning.
- De 'bemonsteringsfrequentie is het aantal wijzigingen in signaalniveau per seconde.
- De resolutie wordt bepaald door het aantal verschillende signaalniveaus en wordt meestal in bits uitgedrukt.

De notatie van bemonsteringsfrequentie met resolutie wordt meestal weergegeven in de vorm bemonsteringsfrequentie/resolutie, zoals 108MHz/12bit.

## Unipolaire DAC
Alle tot hiertoe besproken DAC's zijn unipolair. Dit wil zeggen dat de uitgangsspanning of de uitgangsstroom slechts één polariteit kan aannemen. Wanneer nu de referentie spanning negatief gemaakt wordt, kunnen we ook negatieve waardes uitsturen. Unipolaire DAC houden GEEN rekening met een negatieve binaire ingang.

## Bipolaire DAC
De unipolaire methode volstaat in een aantal gevallen, maar in minstens evenveel toepassingen is het teken van groot belang en wensen we binaire getallen met een tekenbit te interpreteren, zodat zowel positieve als negatieve getallen kunnen weergegeven worden op de uitgang. Liefst zouden we die binaire getallen met tekenbit ook op verschillende wijzen kunnen verwerken (vb. 2 complementsmethode)
Om tekenbit getallen te verwerken bestaan er een aantal verschillende technieken. De toegepaste techniek in de schakeling bepaalt het formaat van de binaire code die moet worden aangesloten:

### Binaire verschuiving (Binairy offset)
| Decimaal | -4  | -3  | -2  | -1  | 0   | 1   | 2   | 3   |
| Binair   | 000 | 001 | 010 | 011 | 100 | 101 | 110 | 111 |

In het principe van de binaire verschuiving of binary-offset wordt de overeenstemmende analoge uitgangsspanning met een aantal stappen verschoven. Op deze manier gebruiken we 00...0 als meest negatieve waarde en 11...1 als meest positieve waarde met halverwege het nulpunt. Zoals je in de tabel rechts kan zien, wordt voor 3bit waarden de decimale 0 op 100 geplaatst waardoor alle waarden van -4 tot 3 kunnen weergegeven worden.

### Tekenbit (Sign magnitude)
| Decimaal | -3   | -2   | -1   | 0    | 0    | 1    | 2    | 3    |
| Binair   | 0011 | 0010 | 0001 | 0100 | 1100 | 1101 | 1110 | 1111 |

Een ander alternatief om negatieve decimale getallen voor te stellen is om een extra teken of sign bit aan de binaire code toe te voegen die 0 is bij een positief getal en 1 is bij een negatief getal.
Op deze manier zijn er 2 mogelijkheden om de decimale waarde 0 binair voor te stellen waarmee rekening dient gehouden te worden.

## Vermenigvuldiger DAC
De uitgangsspanning van een DAC kan als volgt berekend worden:
{\displaystyle U_{u}=(U_{ref}/2^{n})/N}
Waarbij {\displaystyle N} het equivalent is van de aangeboden binaire code en {\displaystyle n} is het aantal bits dat de DAC kan verwerken. De uitgangsspanning is het product van het binair getal {\displaystyle N} en het analoog getal met waarde: {\displaystyle U_{ref}/2n}. Als ook een variërende {\displaystyle U_{ref}} wordt gebruikt, is het een vermenigvuldiger of multiplying DAC.

 Een dergelijke DAC vermenigvuldigt signalen van om het even welke amplitude, polariteit en soort (AC/DC), met de juiste digitale code.

 De DAC converter kan dan ook beschouwd worden als een digitaal gecontroleerde potentiemeter waarvan de uitgang een fractie is van de aangelegde referentiespanning. Samengevat is dit een digitaal gestuurde lineaire verzwakker.

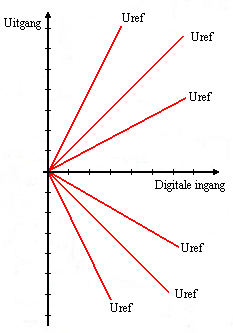
2-kwadrantenvermenigvuldiger

### Twee-kwadrants Vermenigvuldiger
Als de normaal constante DC referentiespanning vervangen wordt door een variërend analoog signaal waarbij de waarde van de referentiespanning zowel positief als negatief kan zijn.
Op de grafiek links is te zien hoeveel de uitgangspanning (x-as) zal bedragen bij een bepaalde ingang (y-as) met een bepaalde analoge referentiewaarde (enkele mogelijkheden voorgesteld door de rode lijnen, referentie waarde kan alle analoge waarden aannemen, dus er zijn oneindig vele rode lijnen mogelijk).

Mogelijkheden:

kwadrant rechts-boven: Positief binair getal X positieve referentiewaarde = positieve uitgangsspanning

kwadrant rechts-onder: Positief binair getal X negatieve referentiewaarde = negatieve uitgangsspanning

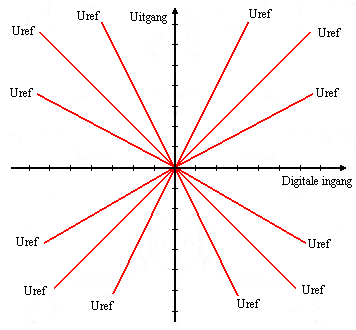
4 kwadrantenvermenigvuldiger

### Vier-kwadrants Vermenigvuldiger
Wanneer de DAC geschikt is voor bipolaire signalen kan deze digitale waarde ook positief en negatief zijn (met behulp van: 2-complement; sign-magnitude) waardoor dus zowel de analoge referentiespanning als de digitale ingangen zowel positief als negatief kan zijn waardoor de DAC dus in de 4 kwadranten kan werken:
Op de grafiek links zien we hoeveel de uitgangspanning (x-as) zal bedragen wanneer een bepaalde ingang (y-as) én een bepaalde analoge referentiewaarde aangelegd zijn (enkele mogelijkheden voorgesteld door de rode lijnen, de referentiewaarde kan alle analoge waarden aannemen dus zijn er oneindig vele rode lijnen mogelijk).
Mogelijkheden:
- kwadrant rechtsboven: positief binair getal {\displaystyle X} positieve referentiewaarde = positieve uitgangsspanning
- kwadrant rechtsonder: positief binair getal {\displaystyle X} negatieve referentiewaarde = negatieve uitgangsspanning
- kwadrant linksboven: negatief binair getal {\displaystyle X} positieve referentiewaarde = positieve uitgangsspanning
- kwadrant linksonder: negatief binair getal {\displaystyle X} negatieve referentiewaarde = negatieve uitgangsspanning

## Logdac

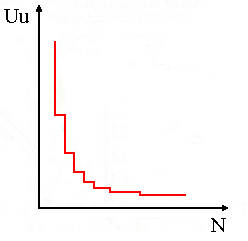
Transferkarakteristiek logdac

Bij voorgaande vermenigvuldigende DAC's was er telkens een lineair verband tussen de digitale ingangscode en de analoge uitgangsspanning waarbij de stapgrootte dus telkens even groot was. Bij de logdac is dat verband niet langer lineair, maar wel logaritmisch. Dit wil zeggen stapjes van bv. 0,1 dB, 0,375 dB, 1,5 dB, 4,8 dB ... 88,5 dB. Door de logaritmische verhouding is deze digitale potentiometer ideaal voor bijvoorbeeld audiotoepassingen.
Op de afbeelding rechts zien we de transferkarakteristiek van de logdac (waarbij een logaritmische functie wordt benaderd met stappen van telkens een andere grootte).

## RFDAC
Een speciale vorm van DAC's zijn RFDAC's deze onderscheiden zich van de gewone DAC door hun hoge werkingsnelheid. Dit maakt het mogelijk om analoge signalen uit te sturen in het RF-spectrum en deze zelfs digitaal te moduleren, De uitgestuurde frequentie kan zelf vele malen hoger liggen dan de bemonsteringsfrequentie wat met een gewone DAC absoluut onmogelijk was volgens is door de Nyquist-frequentie.

## Toepassingen
DA-omzetters worden onder meer toegepast in Cd- en dvd-spelers, procesautomatisering, meetapparatuur in elektronica: signaalgeneratoren en in geluidskaarten in pc's.